# عاصي القوالي
عاصي القوالي هو زعيم متمردين كردي عراقي ومتطوع سابق في البيشمركة ويُزعم أنه زعيم الرايات البيضاء التي يعتقد أنها مجموعة منشقة عن أنصار الإسلام من قبل الحكومة العراقية وبعض المراقبين.